# 圣莱奥纳尔 (马恩省)
圣莱奥纳尔（法語：Saint-Léonard，法語發音：[sɛ̃ leɔnaʁ] ⓘ）是法国马恩省的一个市镇，位于该省西北部，属于兰斯区。

## 地理
圣莱奥纳尔（49°13'14"N, 4°5'47"E）面积3.04 平方千米，位于法国大東部大區马恩省，该省份为法国东北部内陆省份，北起阿登省，西北接埃纳省，西南接塞纳-马恩省，南至奥布省，东南接上马恩省，东临默兹省。
与圣莱奥纳尔接壤的市镇（或旧市镇、城区）包括：塞尔奈莱兰斯、皮雪、兰斯、泰西。

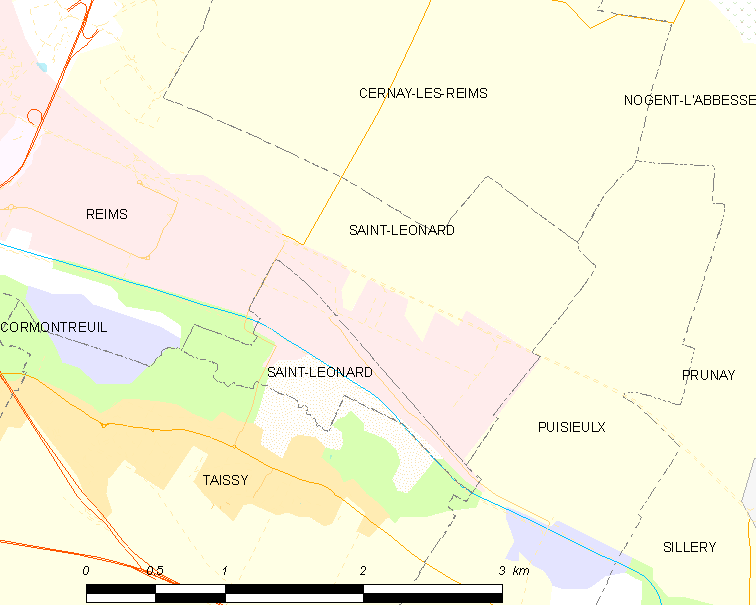
的OSM定位图

圣莱奥纳尔的时区为UTC+01:00、UTC+02:00（夏令时）。

## 行政
圣莱奥纳尔的邮政编码为51500，INSEE市镇编码为51493。

## 政治
圣莱奥纳尔所属的省级选区为兰斯第八县。

## 人口

1962-2008年间人口变化图示

圣莱奥纳尔于2022年1月1日时的人口数量为100人。